# Albert Francis Blakeslee

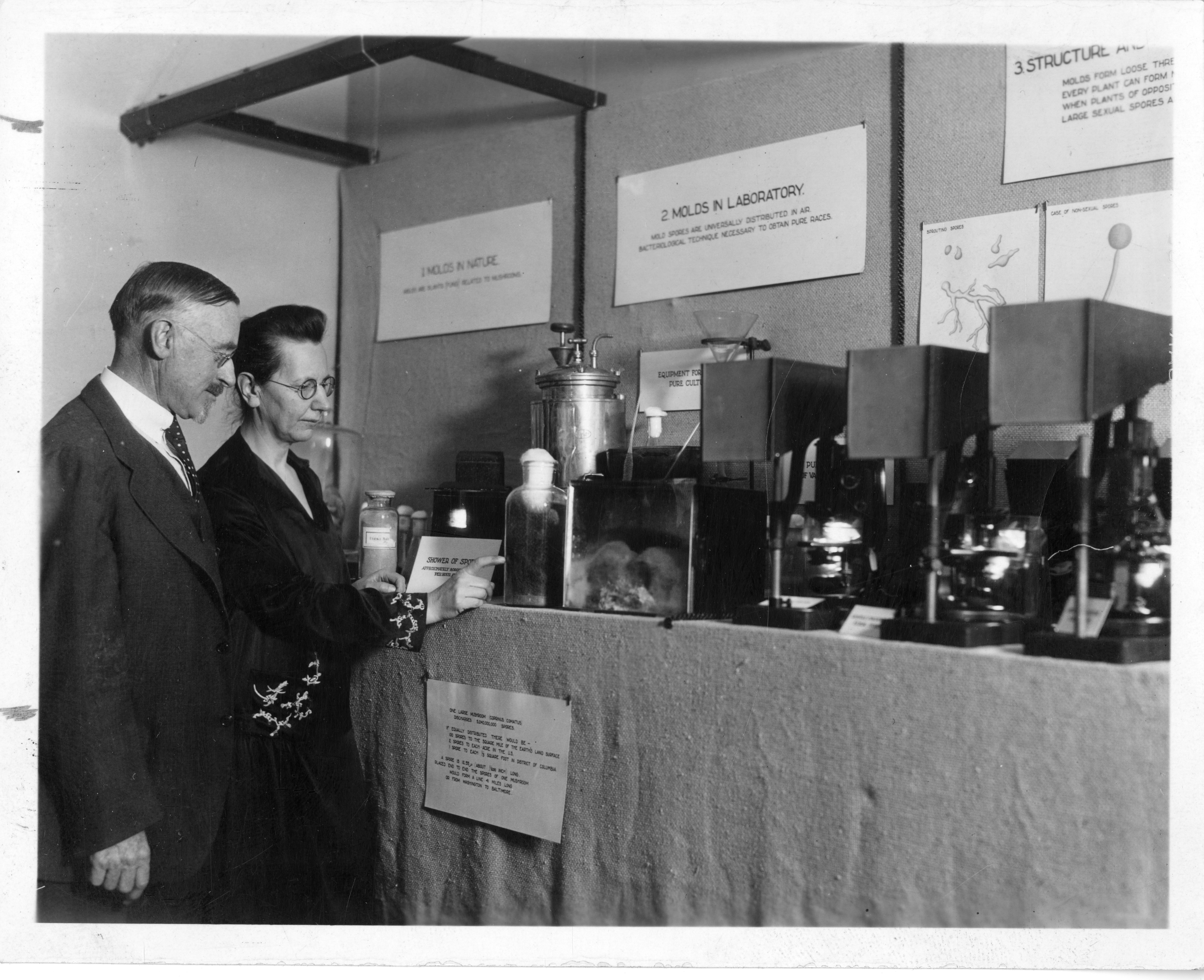
Albert Francis Blakeslee gemeinsam mit Sophia A. Satina

Albert Francis Blakeslee (* 9. November 1874 in Geneseo, New York; † 16. November 1954 in Northampton, Massachusetts) war ein US-amerikanischer Botaniker und Phytogenetiker. Sein offizielles botanisches Autorenkürzel lautet „Blakeslee“.

## Leben und Wirken
Blakeslee begann sein Studium an der Wesleyan University, wo er 1896 seinen Abschluss machte. 1900 erwarb er den Master an der Harvard University und promovierte dort 1904. Von 1904 bis 1907 studierte er an der Universität Halle-Wittenberg. Nach einer Professur am Connecticut Agricultural College, dem Vorläufer der University of Connecticut, wurde er 1915 Mitarbeiter und ab 1936 Direktor an der Carnegie Institution of Washington. Ab 1941 war er Professor am Smith College.
Blakeslee entdeckte 1904 bei Jochpilzen die Heterothallie. 1921 stellte er erstmals eine haploide Pflanze des Stechapfels her. In seiner Zeit am Smith College hat er die Inhaltsstoffe und die Evolution des Stechapfels untersucht. 1937 führte Blakeslee Colchizin in die genetische Forschung ein, indem er den polyploidisierenden Effekt dieser Substanz nachwies.
Er war seit 1924 Mitglied der American Philosophical Society und seit 1929 der National Academy of Sciences. 1940 wurde Blakeslee in die American Academy of Arts and Sciences gewählt. Seit 1935 war er korrespondierendes Mitglied der Académie des sciences und seit 1946 assoziiertes Mitglied der Académie royale des Sciences, des Lettres et des Beaux-Arts de Belgique.

## Publikationen
- A. F. Blakeslee (1904): Sexual reproduction in the Mucorineae, Proc. Americ. Acad. Arts Sci. 40: 205–319.
- A. F. Blakeslee (1922): Variations in Datura Due to Changes in Chromosome Number, The American Naturalist, 56 (642) : 16–31.
- Sophia Satina und A. F. Blakeslee (1926): The Mucor Parasite Parasitella in Relation to Sex, Proc Natl Acad Sci U S A. 12(3): 202–207.
- A. F. Blakeslee und A. G. Avery (1937): Methods inducing doubling of chromosomes in plants, The Journal of heredity 28: 393–411.
- A. F. Blakeslee, S. Satina und A. G. Avery (1940): Utilization of induced periclinal chimeras in determining the constitution of organs and their origin from three germ layers in Datura, Science 91: 423.